# Nikołaj Riezanow
Nikołaj Piotrowicz Riezanow (ur. 1764, zm. 1807) – rosyjski szlachcic i urzędnik; orędownik rosyjskiej kolonizacji Alaski i Kalifornii. Dowodził pierwszą rosyjską wyprawą dookoła świata (1803) aż do momentu dotarcia na Kamczatkę. Był również autorem pierwszego leksykonu języka japońskiego i kilku innych prac, które przechowywane są w bibliotece Akademii Nauk w Petersburgu. Jednym z osiągnięć Riezanowa, które przetrwało przez wiele lat po jego śmierci, była Rosyjsko-Amerykańska Kompania Handlowa – towarzystwo handlowe posiadające monopol na handel w Aleutach i na Alasce.

## Rosyjsko-Amerykańska Kampania Handlowa
Riezanow urodził się 28 marca 1764 roku w Sankt Petersburgu. Zanim ukończył 14 rok życia, władał już pięcioma językami. W roku 1791 wszedł w skład sztabu Gawriły Dierżawina, jako prywatny sekretarz carycy Katarzyny II. Kilka lat wcześniej, po spotkaniu z Grigorijem Szelichowem z Kompanii ds. Handlu Futrem Szelichowa-Golikowa zainteresował się projektem handlowym, mającym na celu ustanowienie monopolu na handel futrem w odległych terytoriach zależnych od Rosji. Riezanow przystąpił do spółki z Szelichowem i wkrótce stał się „niezmordowanym człowiekiem interesu”. W 1795 roku, po śmierci Szelichowa, stanął na czele połączonych spółek. Udało mu się zdobyć dla siebie i swoich wspólników przywileje analogiczne do tych, zagwarantowanych przez Wielką Brytanię Kompanii Wschodnioindyjskiej.
Gdy już udało mu się przekonać Katarzynę II do nadania przywileju, caryca zmarła, a Riezanow musiał ponownie zabiegać o zgodę niezrównoważonego i opornego cara Pawła I. Krótko przed zabójstwem cara Pawła uzyskał podpis pod dokumentem, który gwarantował Rosyjsko-Amerykańskiej Kompanii Handlowej dominację nad wybrzeżem północno-zachodniej Ameryki (na północ od szerokości geograficznej 55 stopni) na okres dwudziestu lat. Strefa wpływów Kompanii rozciągała się również na szereg wysp – począwszy od Kamczatki – w kierunku północnym do Alaski, a w kierunku południowym – po wybrzeża Japonii.
Kartel stał się źródłem znacznych dochodów Riezanowa i pozostałych udziałowców spółki w tym członków rodziny carskiej. Jego powodzenie trwało aż do początków XIX wieku, gdy złe zarządzanie oraz niedostatek żywności groził kompanii poważnymi stratami, bądź nawet całkowitym jej upadkiem. Upokarzająca dla Riezanowa kadencja na stanowisku ambasadora w Japonii wygasła w roku 1805. Przeniósł się on wówczas na Kamczatkę, gdzie otrzymał rozkaz pozostania w koloniach rosyjskich w charakterze inspektora carskiego i pełnomocnika kompanii handlowej. Miał również położyć kres nadużyciom, które przyczyniły się do zrujnowania przedsięwzięcia. Poprzez szereg wysp wyprawił się do Nowego Archangielska (obecnie miasto Sitka na Alasce), ustanawiając po drodze prawa chroniące zwierzęta futerkowe przed lekkomyślnym, nielegalnym ubojem. Łowcom, którzy łamali prawa uchwalone przez spółkę, groziły surowe kary, włącznie z wygnaniem. Riezanow przyczynił się również do powstawania i rozwoju szkół w koloniach. Większość ich księgozbioru pochodziła z prywatnych darów Riezanowa. Założył nawet szkoły gastronomiczne, które cieszyły się dużym zainteresowaniem.

## Misja w Kalifornii
W Nowym Archangielsku, głównej siedzibie kompanii, u schyłku zimy (w czasie której Riezanow i jego wspólnicy odczuwali skutki głodu), Riezanow odkupił statek od amerykańskiego armatora, Johna DeWolfa, i popłynął na jego pokładzie do hiszpańskich kolonii w Kalifornii. Zaproponował Hiszpanom wymianę rosyjskich i amerykańskich towarów na żywność. Doprowadził również do podpisania umowy, na mocy której jego kolonie miały być dwa razy w roku zaopatrywane w obfite dostawy żywności z Nowej Hiszpanii. Dobił do portu w San Francisco na początku kwietnia 1806 roku. Po trudnej podróży zrezygnował z planów przejęcia kontroli nad rzeką Kolumbia w imieniu Rosji.
Chociaż Kalifornijczycy grzecznie ugościli Riezanowa, to jednak nie omieszkali go od razu poinformować, że prawo hiszpańskie zabrania koloniom handlu z obcymi państwami oraz że gubernator Kalifornii jest nieprzekupny. Gdyby nie romans z Concepción Argüello, córką komendanta San Francisco, José Darío Argüello, oraz jego osobista zręczność i zdolności dyplomatyczne, dzięki którym pozyskał przychylność duchowieństwa dla swojej sprawy, Riezanow poniósłby kolejną klęskę. Gdy wypływał w kierunku Nowego Archangielska sześć tygodni po przybyciu do Kalifornii, ładownia jego statku została wypełniona zapasami chleba i suszonego mięsa. Wcześniej zmieszany gubernator obiecał mu, że natychmiast prześle do Hiszpanii kopię umowy. Riezanow zaręczył się ponadto z rzekomo najpiękniejszą dziewczyną w Kalifornii. Wkrótce po powrocie do Nowego Archangielska, przeprawił się drogą morską na Kamczatkę. Stamtąd wysłał swoje statki, by odebrały Japończykom wyspę Sachalin. Następnie drogą lądową udał się do Sankt Petersburga, gdzie uzyskał podpis cara pod umową z Kalifornią. Później, wysłał osobiste listy do papieża z prośbą o dyspensę oraz do króla Hiszpanii – z wnioskiem o udzielenie pozwolenia na ślub z katoliczką.
Riezanow zmarł na skutek gorączki i wyczerpania w Krasnojarsku na Syberii 8 marca 1807 roku.

## Ocena działalności
Umowa z Kalifornią, której sama propozycja wywołała poruszenie w Nowej Hiszpanii, była jednym z ostatnich projektów Riezanowa. Uważano, że szczerze współczuł on pracownikom swojej spółki i biednym tubylcom, którzy traktowani byli niewiele lepiej niż niewolnicy. Podobno starał się o poprawę ich losu.
Korespondencja Riezanowa ze wspólnikami z kompanii ujawnia projekt przyłączenia do Rosji całego zachodniego wybrzeża Ameryki Północnej. Listy zawierają również propozycję zachęcenia Rosjan do masowej emigracji do Ameryki Północnej. Można przypuszczać, że gdyby Riezanow pożył dłużej, być może zrealizowałby swoje śmiałe zamierzenia. Tymczasem: traktatu nie podpisano, zaniedbane reformy Riezanowa nie doszły do skutku, dobra koniunktura w koloniach stopniowo wygasała, a narzeczona Riezanowa wstąpiła do zakonu.
W roku 1979 rosyjski kompozytor Aleksiej Rybnikow wraz z poetą Andriejem Wozniesienskim, stworzyli pierwszą rosyjską operę rockową, której motywem przewodnim był romans pomiędzy Riezanowem a Concepcion. Opera nosiła tytuł Junona i Awoś, inspirowany nazwami dwóch statków, należących do kompanii Riezanowa. Oryginalna produkcja osiągnęła ogromny sukces w moskiewskim teatrze Lenkom, na przestrzeni 25 lat. Do dziś spektakl nagradzany bywa owacjami na stojąco. Pierwotny odtwórca roli Riezanowa (z lat 1979–2005), Nikołaj Karaczencow, odniósł poważne rany w wypadku samochodowym w roku 2005. Od tego czasu zastępują go Dmitrij Piewcow oraz Wiktor Rakow.